# Kokosnoot

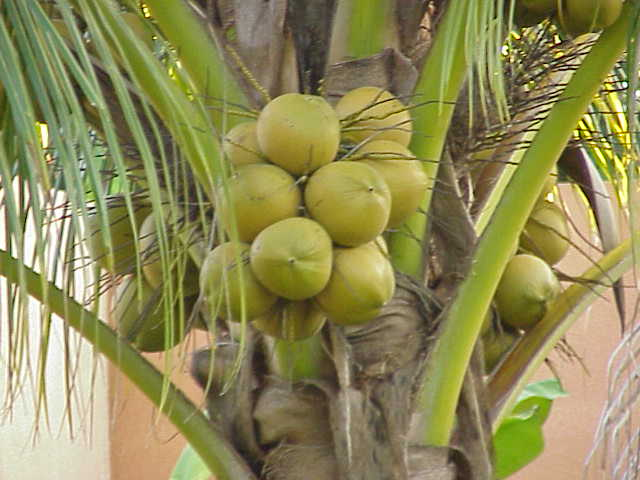
Rijpende vruchten van de kokospalm

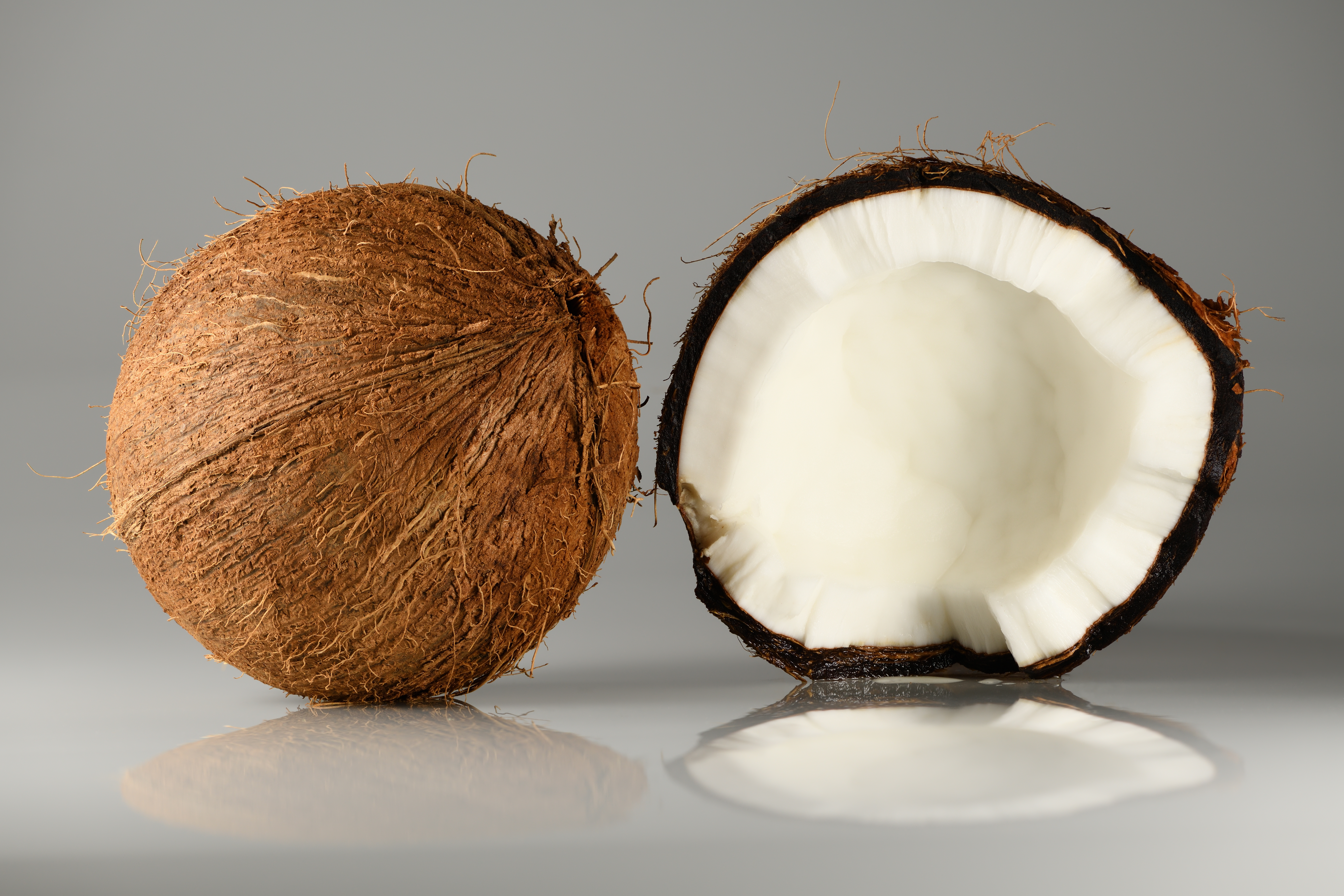
Kokosnoot, doorgesneden

Een kokosnoot of klapper is een steenvrucht van de kokospalm, waarvan het mesocarp (het vruchtvlees) niet vlezig maar vezelig is. Daarbinnen zit het harde endocarp, dat het zaad omgeeft met drie duidelijk zichtbare kiemopeningen. Bij de kieming komt de kiem door een van deze openingen naar buiten. De drie kiemopeningen zijn de overblijfselen van de in aanleg uit drie vruchtbladen bestaande vrucht.
Het zaad van de kokospalm is eenzaadlobbig en heeft dus uit één kiemlob die het transport van het reservevoedsel naar de kiemende plant verzorgt. Het reservevoedsel in het zaad bestaat uit kiemwit, dit heeft een witte kleur en een vette vezelige structuur. Dit is de kokos die onder andere gedroogd als kokosmeel in de handel komt. Verder is er het vloeibaar kiemwit, kokoswater, een half troebele vloeistof. Bij een volledig rijpe vrucht bestaat al het kiemwit uit vezelig kiemwit. Uit het kiemwit kan kokosmelk worden gewonnen.
De vrucht bevindt zich in een groene bolster. Deze wordt na de oogst verwijderd, waarna de harige, houten noot verschijnt die in de winkels ligt. Het vruchtvlees wordt gedroogd tot kopra of gebruikt in allerlei gerechten en lekkernijen.
Het kokoswater wordt in Azië veel gedronken omdat het een veilige en verfrissende drank is. Als het bij de grootschalige verwerking van kokosnoten wordt weggegooid, kan kokoswater milieuschade veroorzaken.
Uitgeholde kokosnoten golden in de 16e- 18e eeuw als geliefde en veel verzamelde curiositeiten, en er zijn ook vaak drinkbekers (vaak voorzien van een zilveren deksel) van gemaakt. Onder anderen het Rijksmuseum Amsterdam bezit zo'n kokosnootbeker. Ook zijn uitgeholde noten als klankkast in gebruik geweest voor allerlei muziekinstrumenten.

## Wereldwijde productie
| Topproducenten van kokosnoten 2018 | Topproducenten van kokosnoten 2018 |
| Land                               | Productie (ton)                    |
| ---------------------------------- | ---------------------------------- |
| Indonesië                          | 18.555.371                         |
| Filipijnen                         | 14.726.165                         |
| India                              | 11.706.343                         |
| Sri Lanka                          | 2.623.000                          |
| Brazilië                           | 2.346.750                          |
| Vietnam                            | 1.571.709                          |
| Papoea-Nieuw-Guinea                | 1.221.080                          |
| Mexico                             | 1.158.471                          |
| Thailand                           | 885.751                            |
| Myanmar                            | 557.240                            |

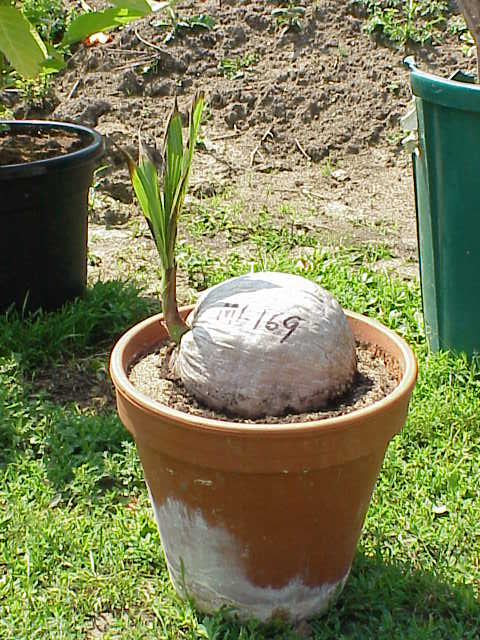
Kiemplant
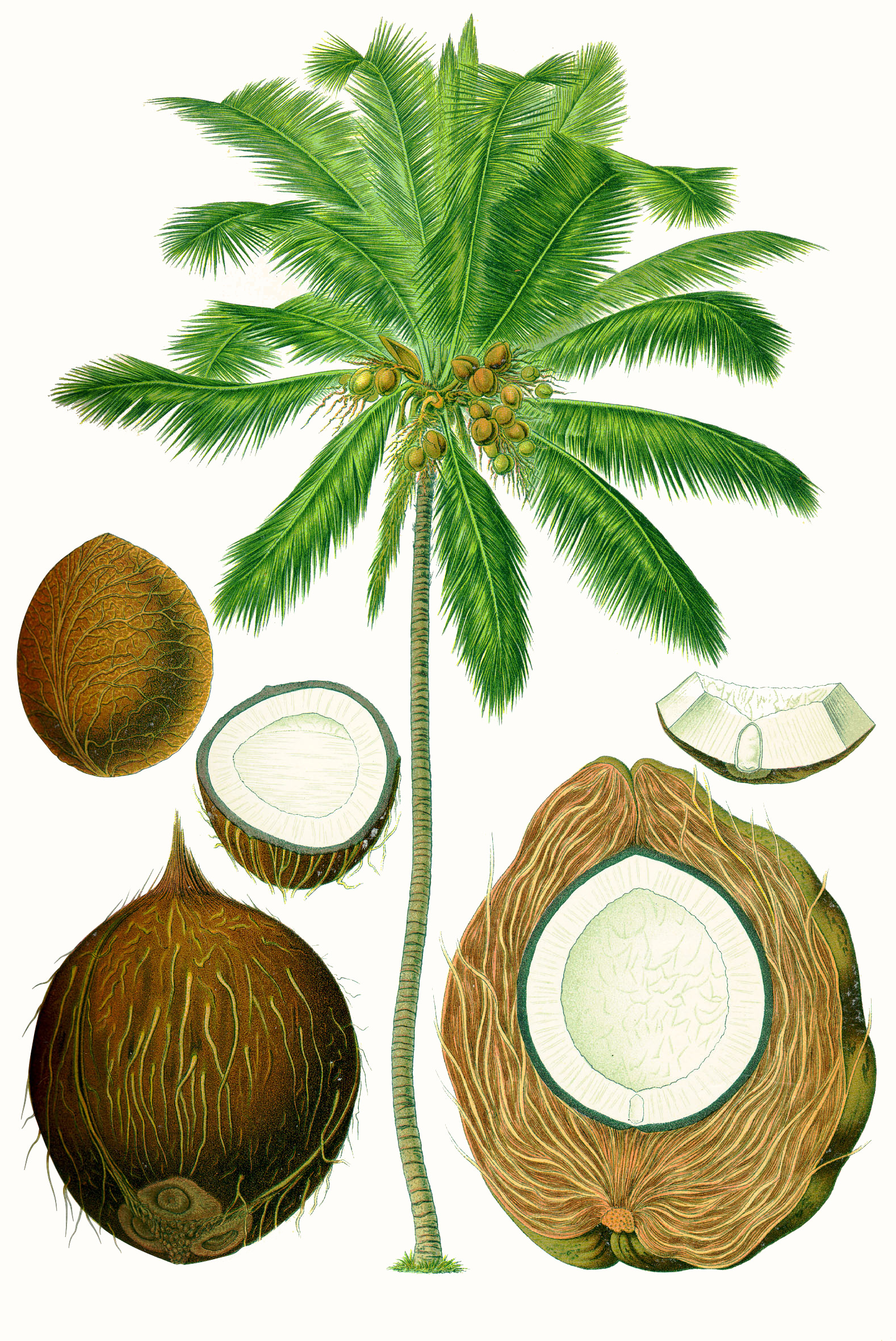
Vrucht
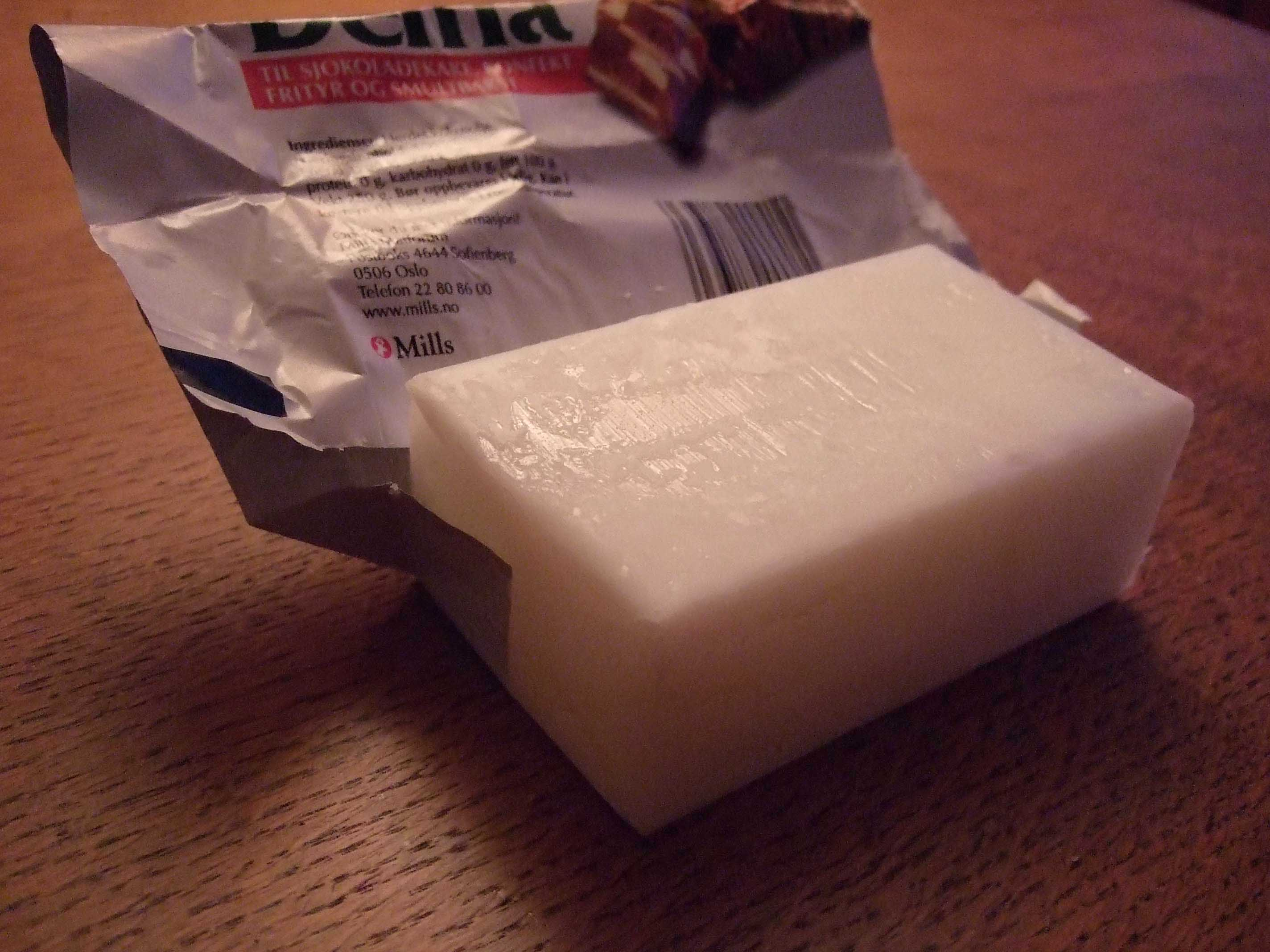
Kokosboter
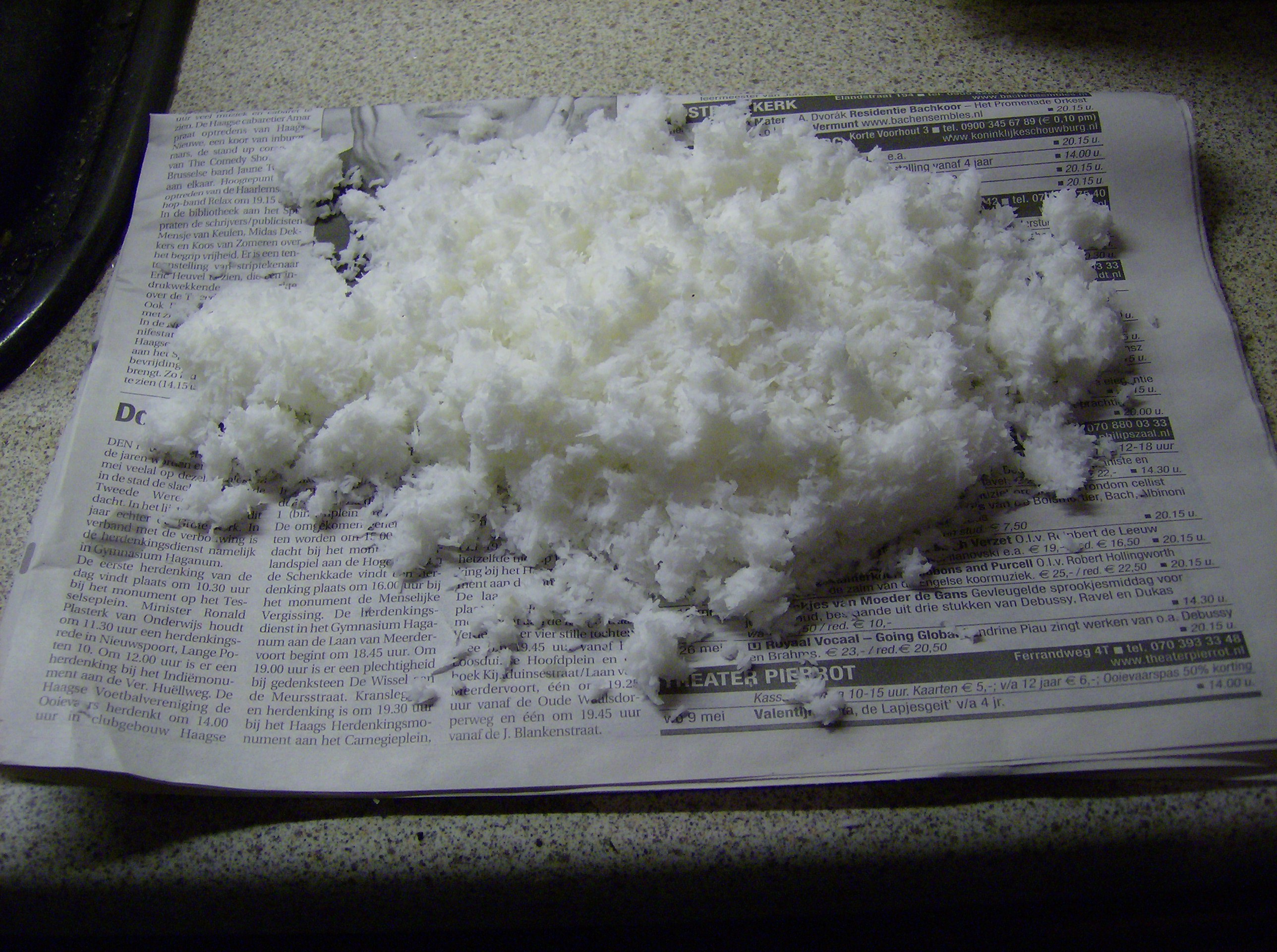
Santen
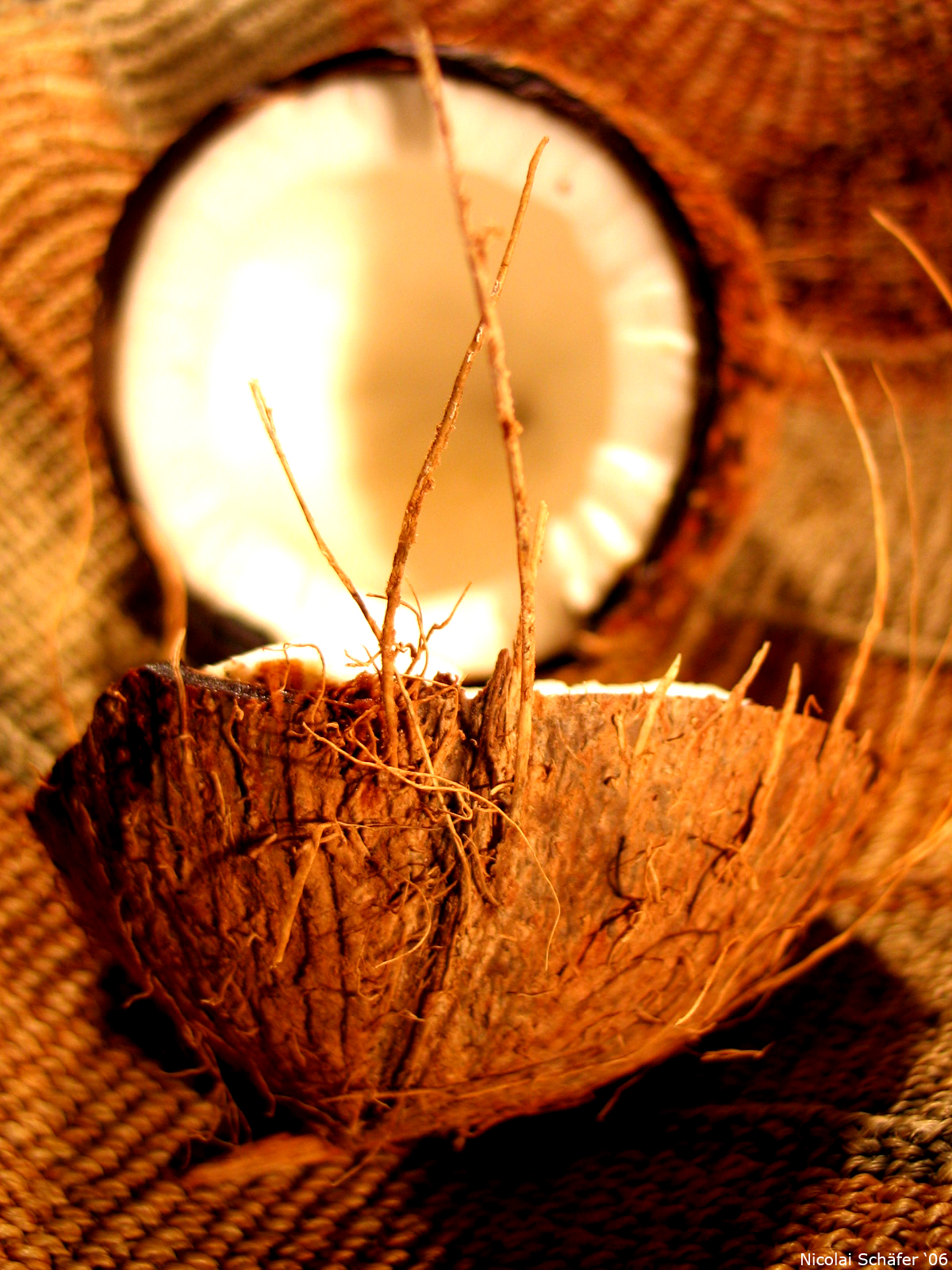
Vezels van bolster
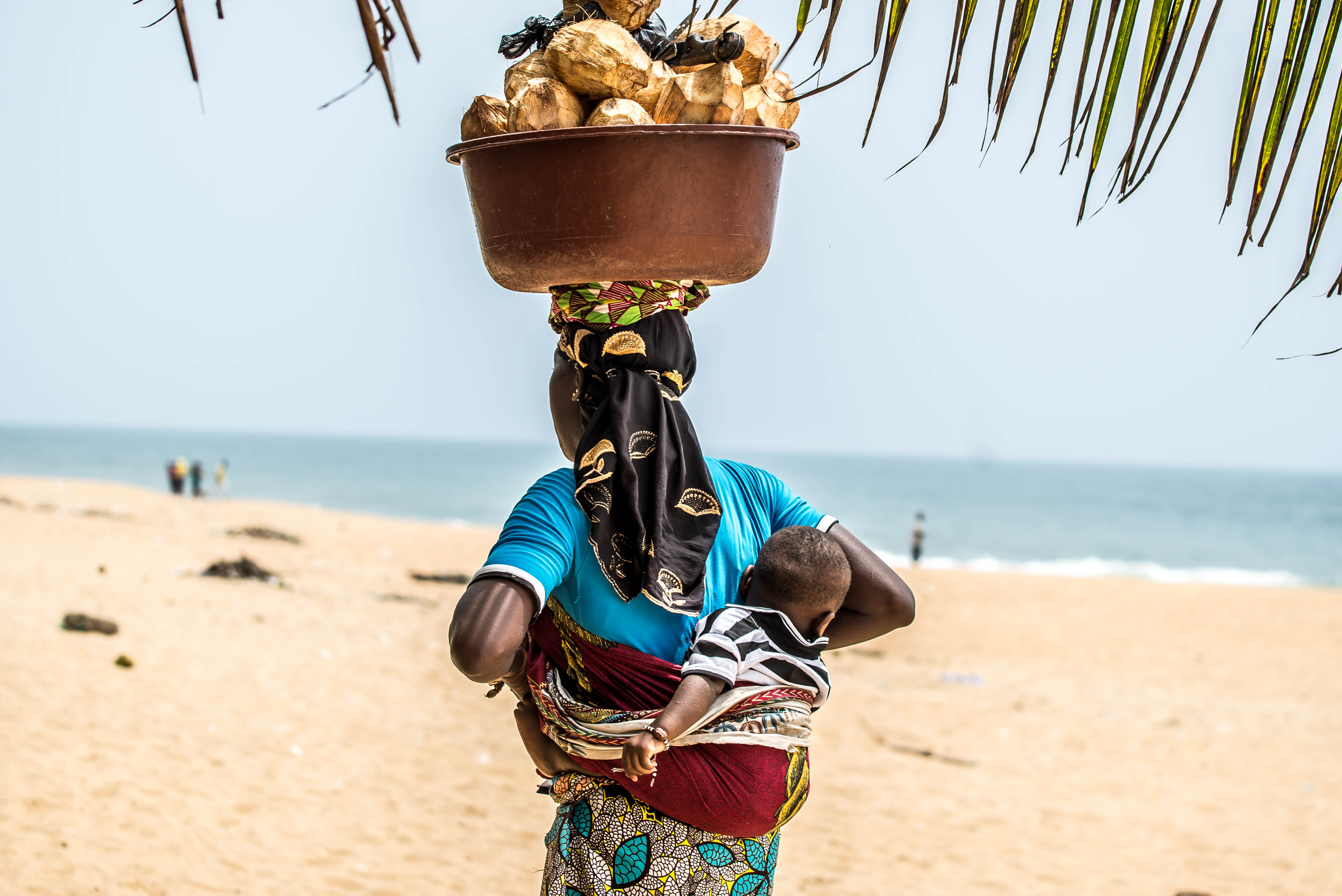
Verkoopster in Ivoorkust
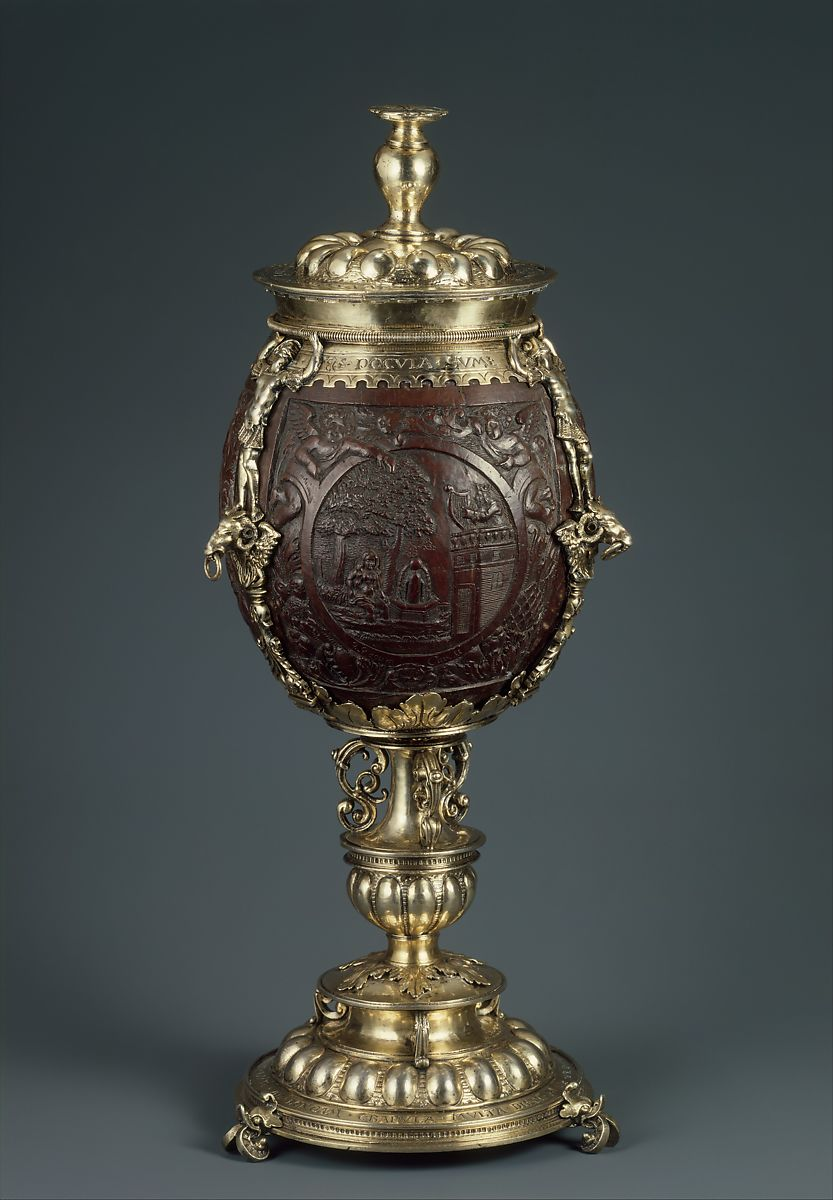
Zilverbeker in Metropolitan Museum of Art, New York